# Alfons Weindorf
Alfons Weindorf (født i 1962) er en tysk musiker og musikproducent. Han er bedst kendt som grundlæggeren af Atlantis 2000, der repræsenterede Tyskland ved Eurovision Song Contest 1991. 

## Biografi
Alfons Weindorf blev født i München i Tyskland som den yngste i en flok af brødre der alle på et eller andet tidspunkt arbejdede med musik. Han tog i 1986 kunstnernavnet Elvin, og udgav her to singler i italo disco-genren, hvor den mest bemærkelsesværdige må siges at være Ludwig 1. af Bayern hyldesten "Luggi, Luggi, Ludwig". Herefter arbejdede han i forskellige konstellationer med sine brødre Berthold Weindorf, Herman Weindorf og Clemens Weindorf i grupper som Oktagon, Romance, Tom og Zara-Thustra. Senest dannede han Atlantis 2000 sammen med Herman og Clemens, og tilføjede også andre navne indenfor den tyske schlagergenre, såsom Helmuth Frey og Jutta Neidhardt. Gruppen vandt den tyske Grand Prix finale i 1991 med "Dieser Traum Darf Niemals Sterben", men opnåede kun en 18. plads ved den Europæiske finale i Rom. 6 af deres i alt 10 point kom i øvrigt fra den danske jury. Gruppen udgav singlen "Eines Tages" efter deres Grand Prix fiasko, men den blev et flop. Derefter blev gruppen opløst, og Alfons trak sig tilbage som sanger for at arbejde som sangskriver og producer. Han har skrevet og produceret sange for bl.a. Hansi Hinterseer og Semino Rossi.
1. ↑  Navnet er anført på engelsk og stammer fra Wikidata hvor navnet endnu ikke findes på dansk.
2. ↑  Navnet er anført på engelsk og stammer fra Wikidata hvor navnet endnu ikke findes på dansk.